# National Museum of Scotland

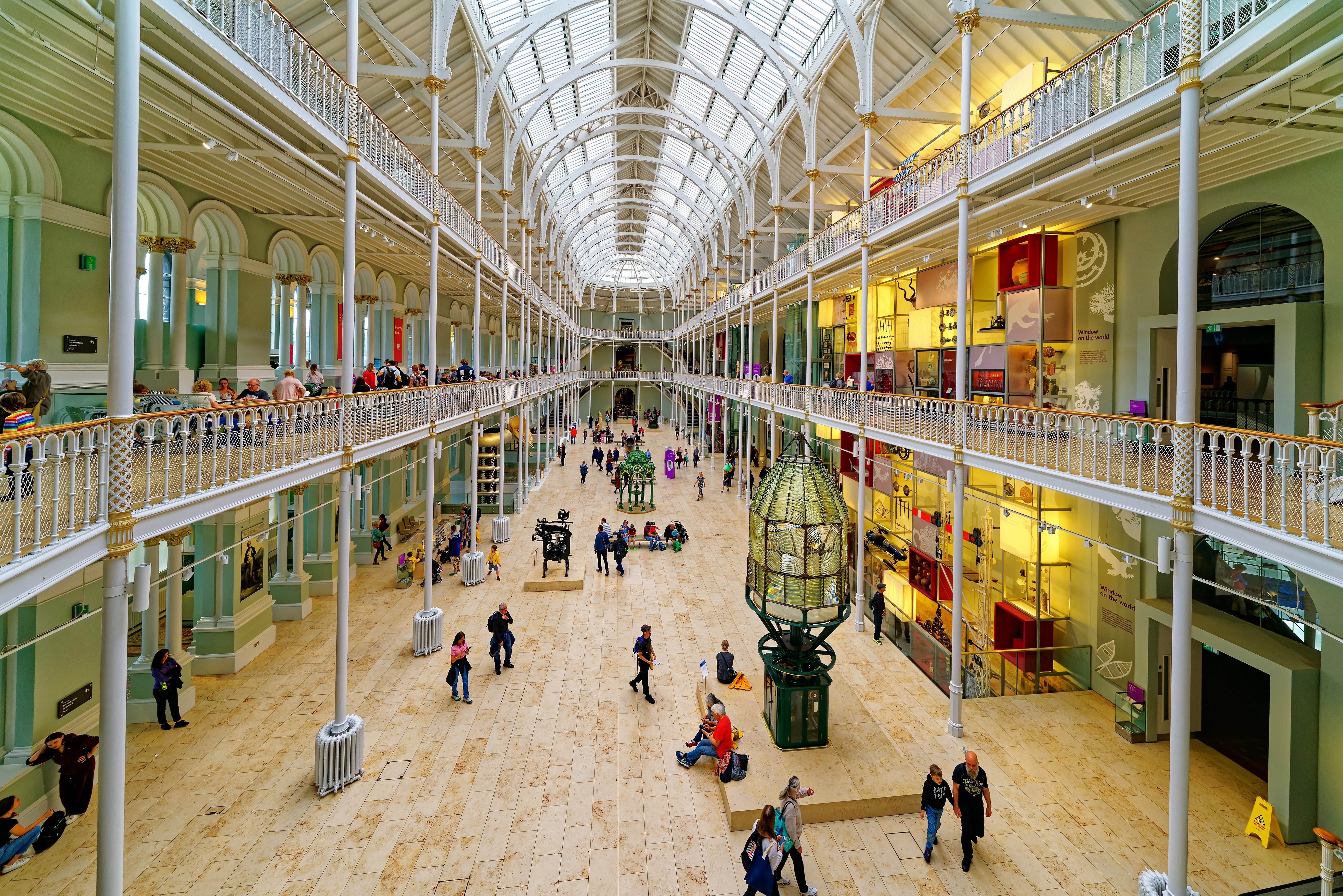
Blick in die große Halle des National Museum of Scotland

Das National Museum of Scotland in Edinburgh entstand 1998 beim Zusammenschluss des Royal Museum mit dem Museum of Scotland.
Es wird von der Dachorganisation National Museums Scotland betrieben.

## Beschreibung
Beide Teile des Museums liegen direkt nebeneinander in der Chambers Street in Edinburgh. Das Royal Museum ist ein Museum für Naturwissenschaften, Technik und Kunst. Es ist in einem Bau aus dem Jahr 1888 untergebracht. Das Museum of Scotland befasst sich mit schottischer Geschichte und Kultur. Es befindet sich in einem 1998 fertiggestellten Neubau direkt neben dem Gebäude von 1888. Aufgrund der völlig unterschiedlichen Ausstellungsthemen und Architektur der beiden Museumsteile wird das National Museum of Scotland in der Öffentlichkeit meist nicht als Einheit, sondern als zwei völlig unabhängige Museen wahrgenommen. Es gibt vier Themenwelten: Die Welt der Natur, die Welt der Kulturen, die Welt der Mode sowie Design.
Der Eintritt in die Dauerausstellungen des National Museum of Scotland ist frei. Der Besuch von Sonderausstellungen ist gebührenpflichtig. 2019 wurde das National Museum of Scotland von rund 2,21 Millionen Personen besucht. 2024 betrug die Besucherzahl etwa 2,31 Millionen Personen.

Blick in die Ausstellungsräume
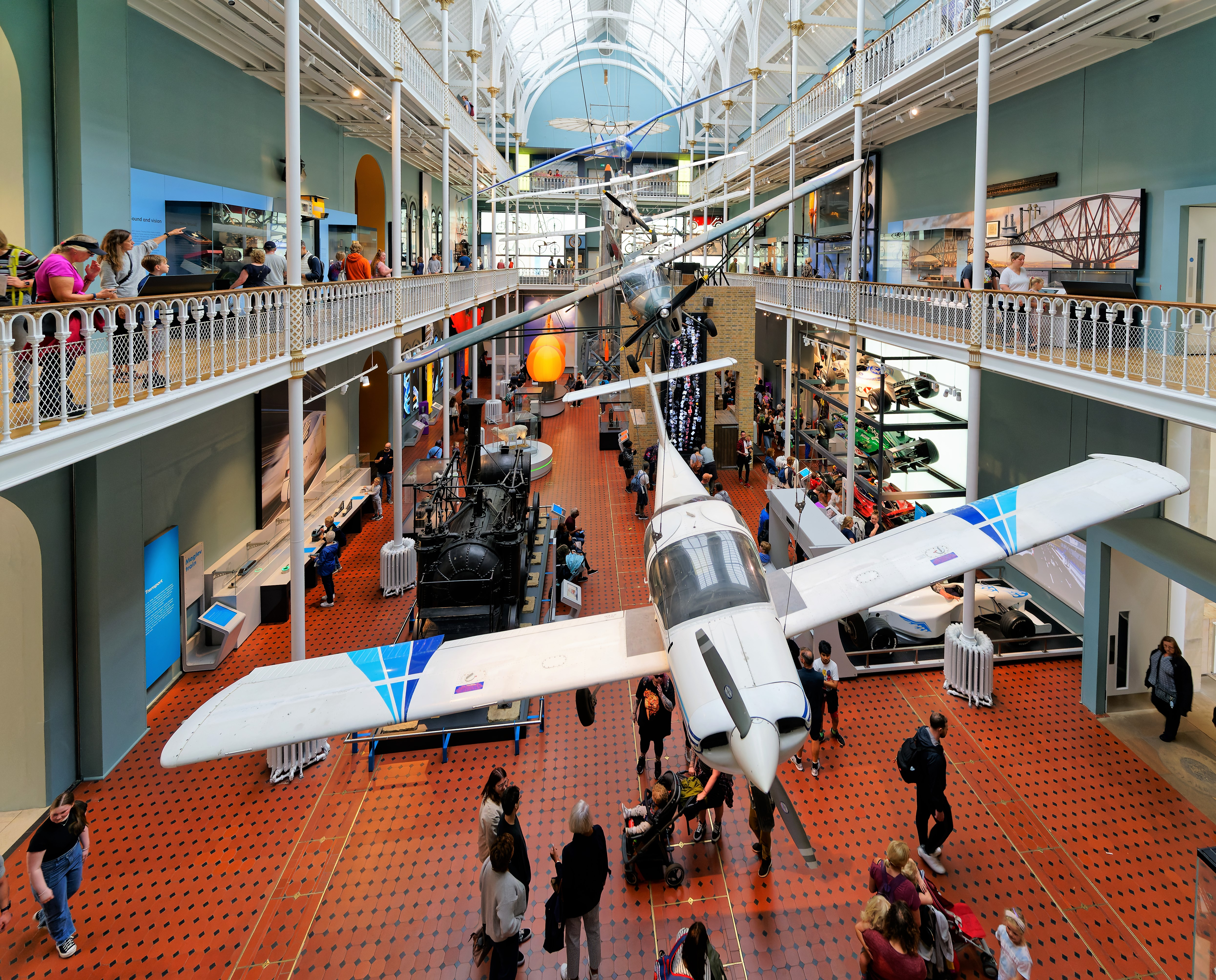
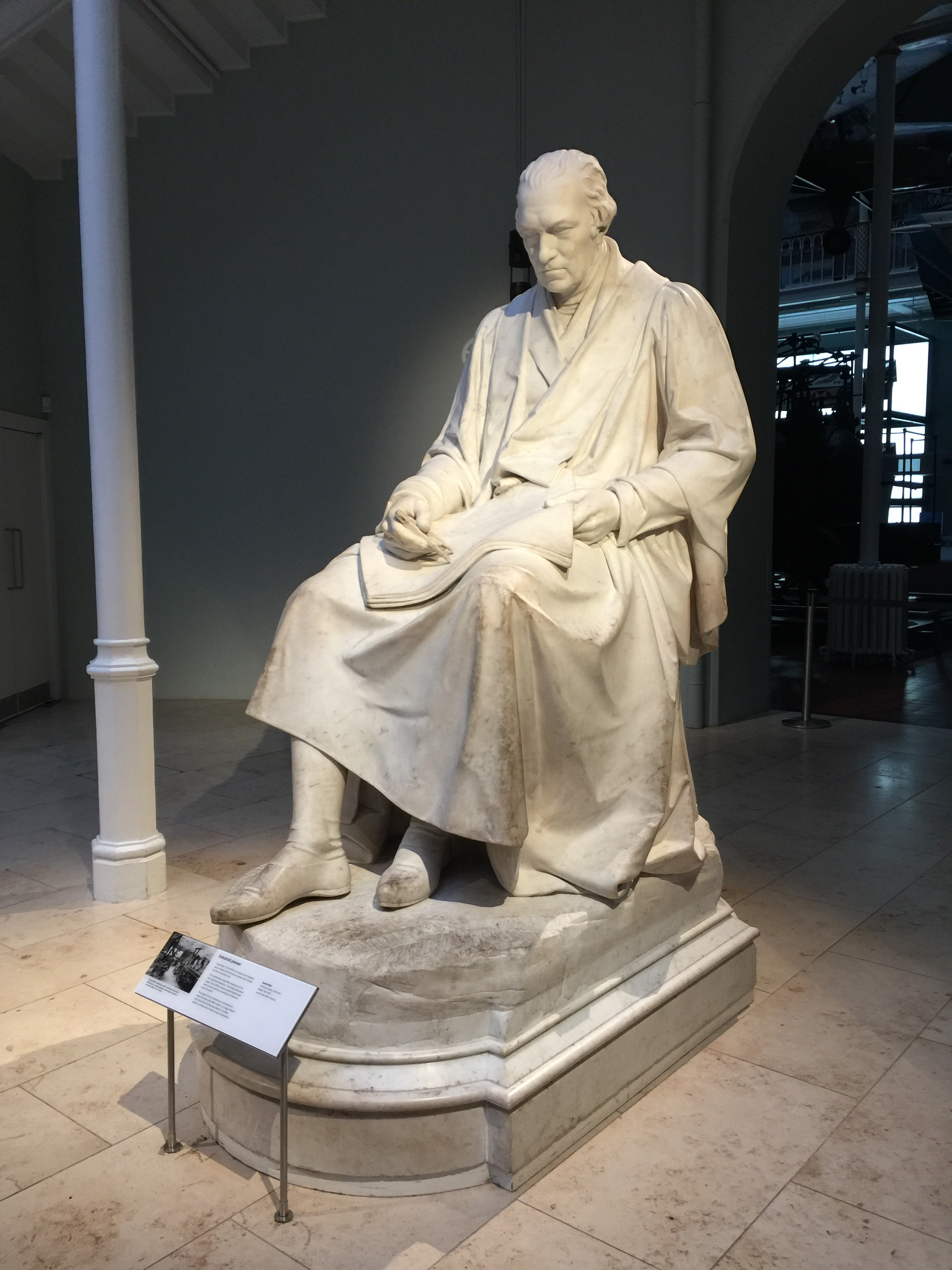
James Watt
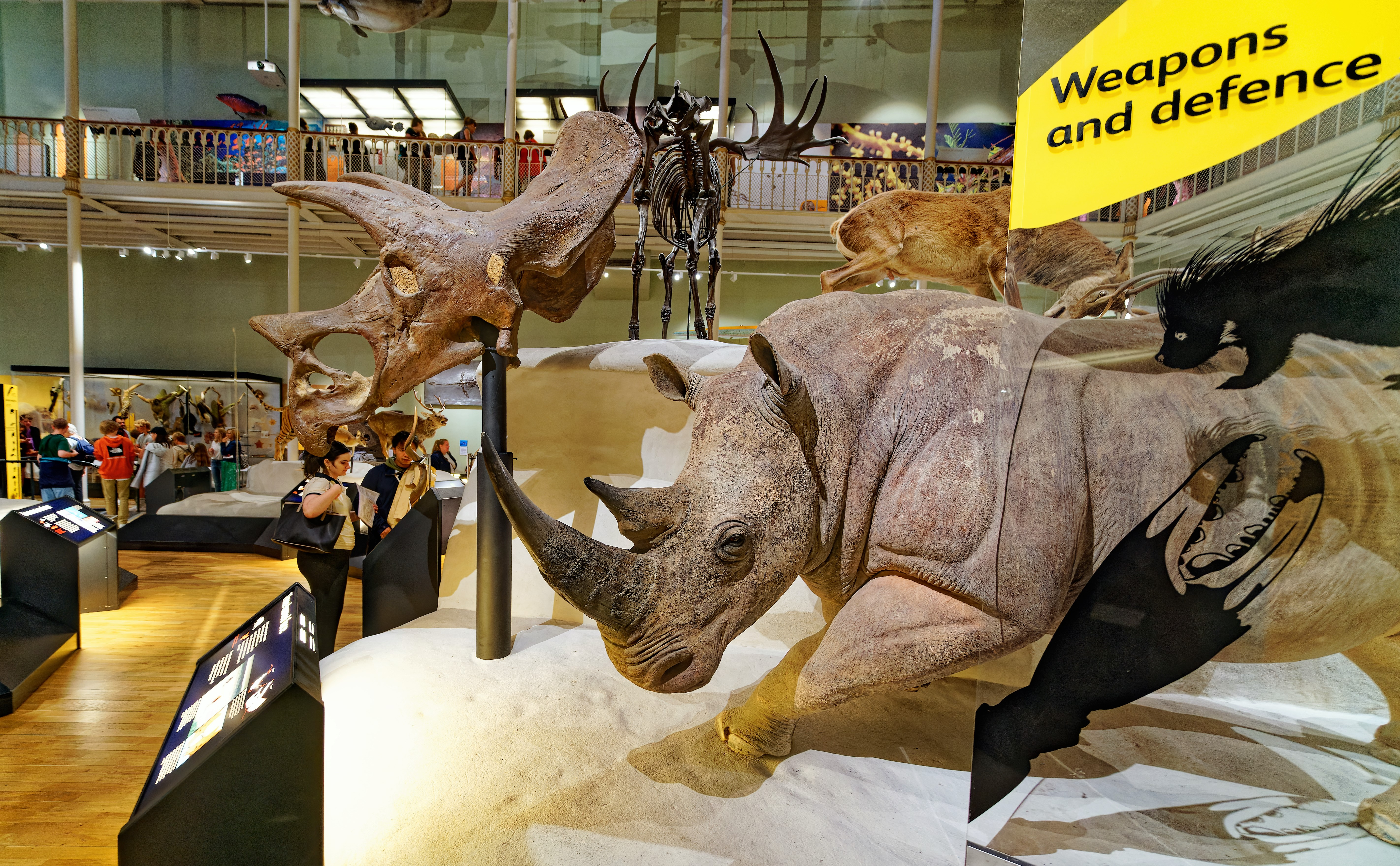
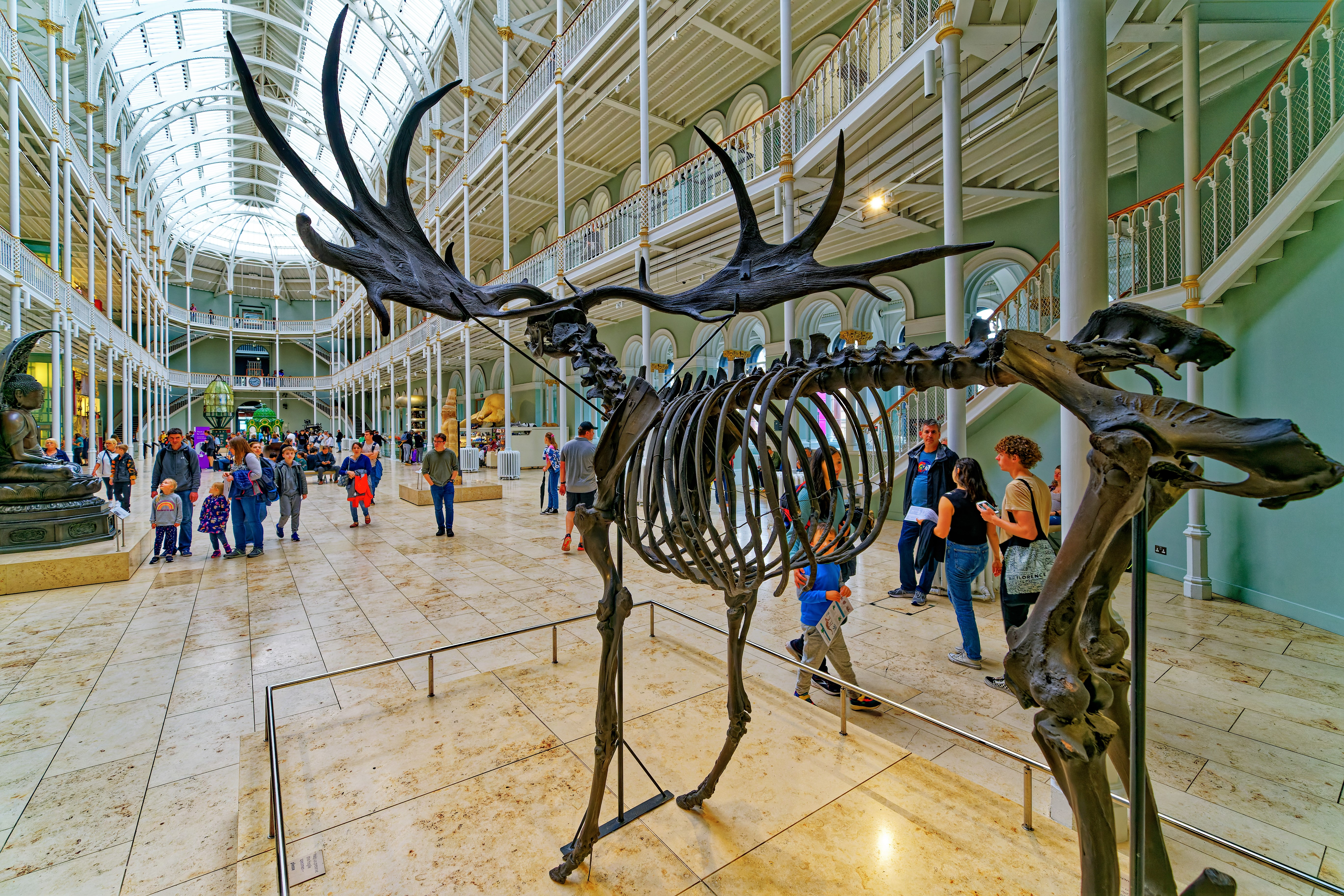
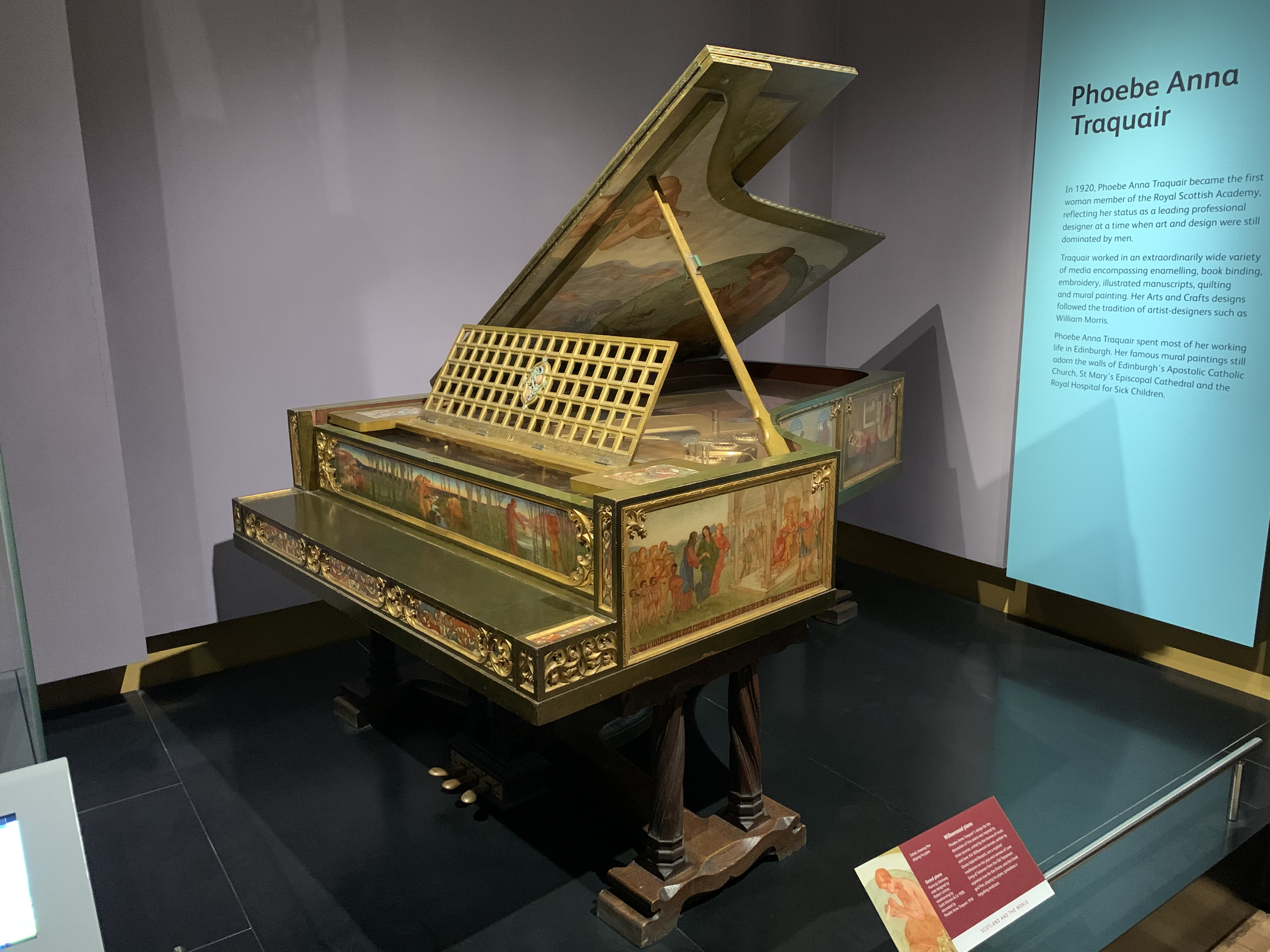
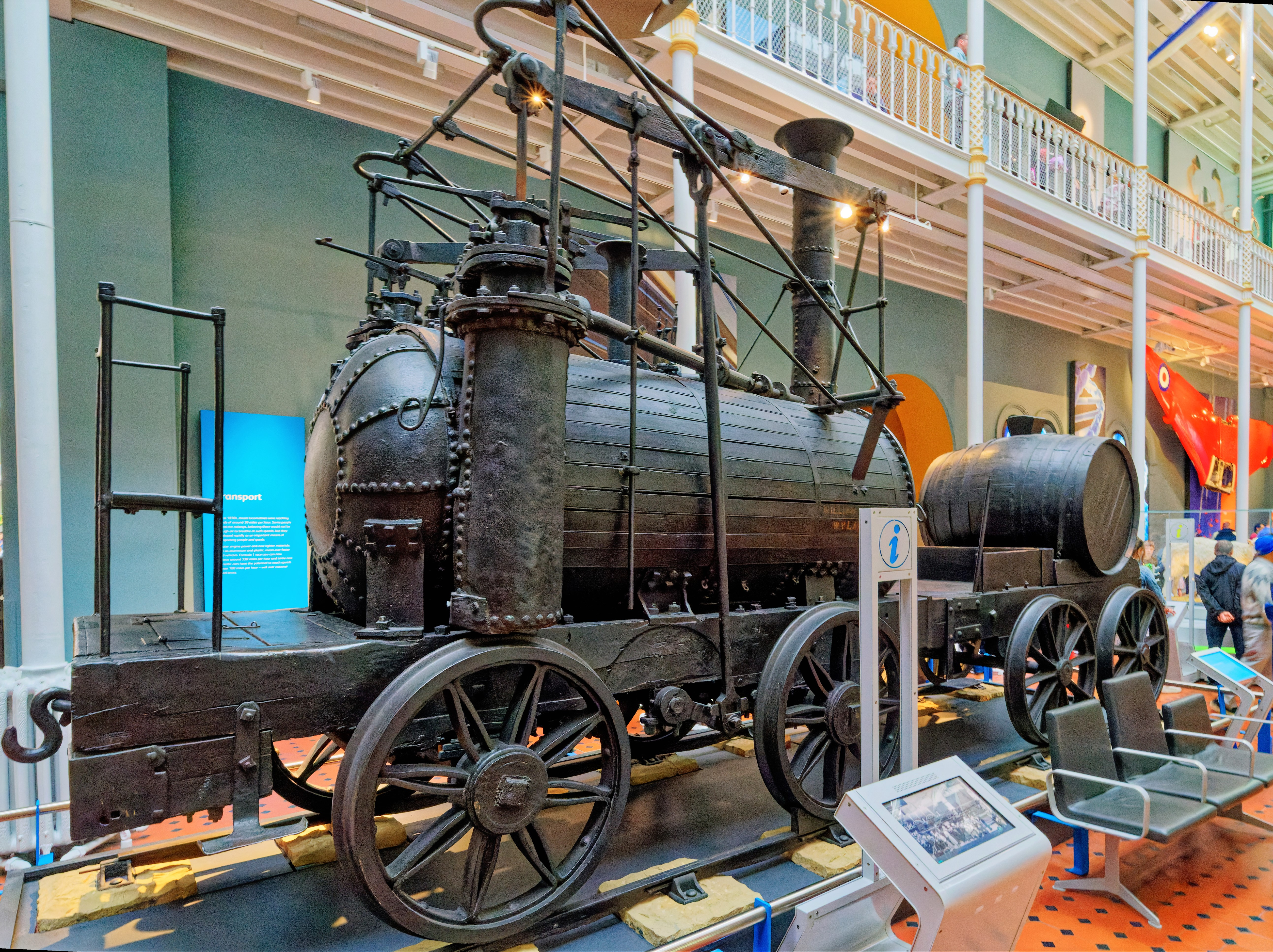